# 乃木坂站
乃木坂站（日语：／ Nogizaka eki */?）是位於日本東京都港區南青山一丁目，屬於東京地下鐵千代田線的鐵路車站。車站編號是C 05。SME乃木坂大樓最近的車站，亦用作乃木坂46的第一張專輯《透明色》的封面拍攝地點。站名的由來是赤坂8、9丁目境內東京都道413號線的「乃木坂」。

## 历史
- 1962年（昭和37年）：都市交通審議會答申第6號提出東京8號線。
- 1964年（昭和39年）12月6日：建設省告示3379號將第6號答申的東京8號線定為東京9號線，正式決定設置南青山站（暫稱）。
- 1972年（昭和47年）10月20日：開業。
- 2004年（平成16年）4月1日：營團地下鐵民營化。千代田線由東京地下鐵繼承。
- 2016年（平成28年）3月26日：引入發車音樂。

## 構造
設有1面2線島式月台的地下車站。月台與相鄰的赤坂站一樣位於彎道上，平時有站員指揮發車。
月台與赤坂側剪票口之間設有樓梯與一座電扶梯，往表參道側剪票口僅有階梯。電梯連結月台中央與付費區大廳，以及赤坂側2號出入口與地面。6號出入口開設時同時開通往表參道側剪票口的連絡通道，並增設自動驗票閘門。

### 月台配置
| 月台 | 路線     | 目的地                   |
| ---- | -------- | ------------------------ |
| 1    | 千代田線 | 代代木上原、伊勢原方向   |
| 2    | 千代田線 | 北綾瀨、我孫子、取手方向 |

（來源：東京地下鐵:構內圖 （页面存档备份，存于））

### 出入口
| 出入口                | 往地面 電扶梯 | 照片 | 周邊設施、建物 |
| --------------------- | ------------- | ---- | --- |
| 1                     |               |      | 赤坂小學校 / 舊乃木邸 / 聖保羅女子修道會 / 乃木會館 / 乃木神社 |
| 2                     |               |      | Residia Tower乃木坂 |
| 3                     |               |      | 東京麗思卡爾頓酒店 / 三得利美術館 / 山王醫院 / 21_21 DESIGN SIGHT / 東京中城 / FUJIFILM SQUARE / 六本木站（都營大江戶線） / 六本木站（日比谷線）                   |
| 4                     |               |      | 關閉中 |
| 5*                    |               |      | 青山葬儀所 / 青山靈園 / 赤坂消防署 / 赤坂中學校 / EX THEATER六本木 / EX TOWER / EX TOWER PLUS / 政策研究大學院大學 / 日本學術會議 / BS朝日 / 安樂會館 / 六本木新城 |
| 6*                    |               |      | 國立新美術館 |
| *出入口有開放時間限制 |               |      | |

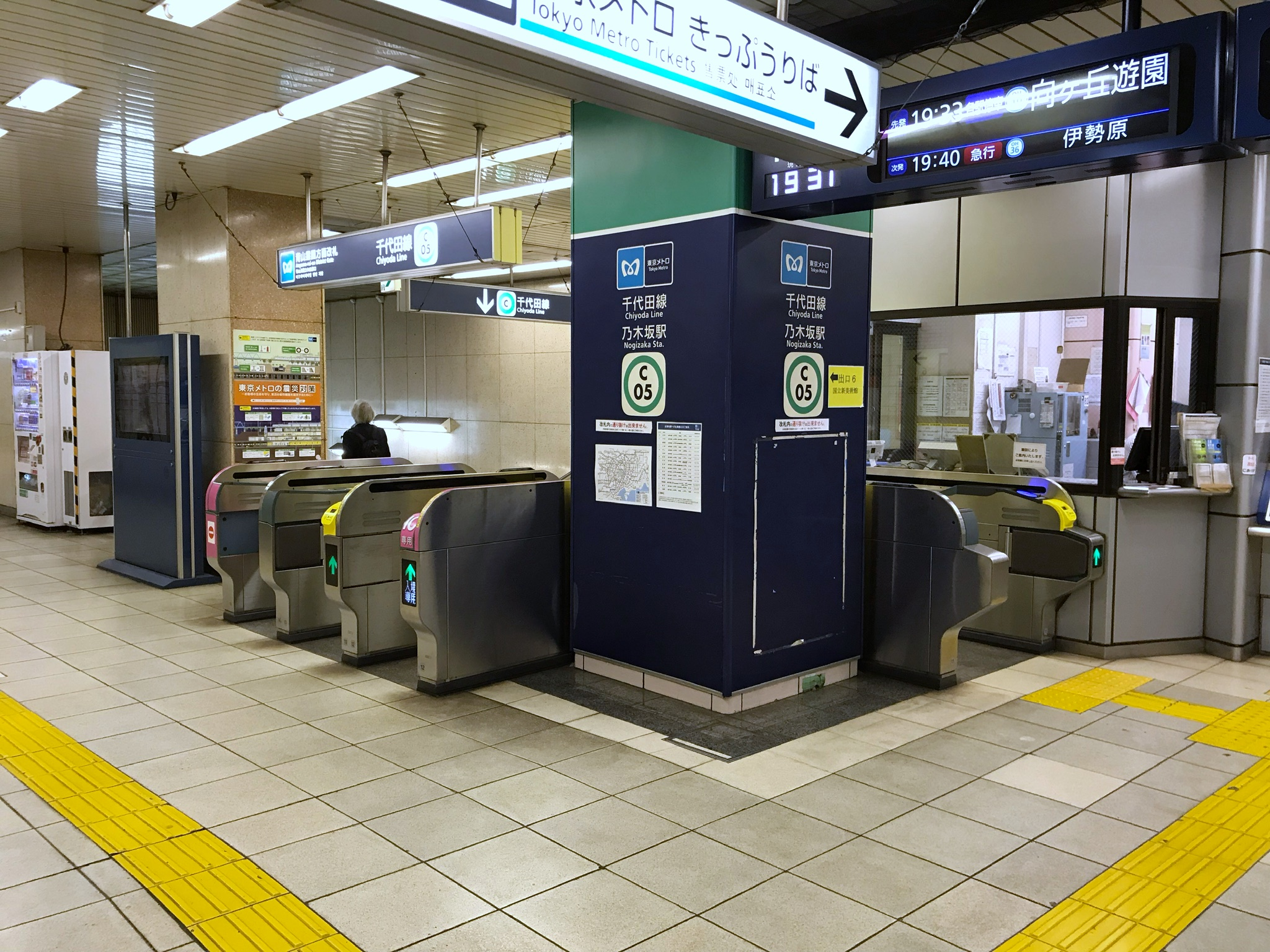
青山靈園方向閘口（2018年10月14日攝）
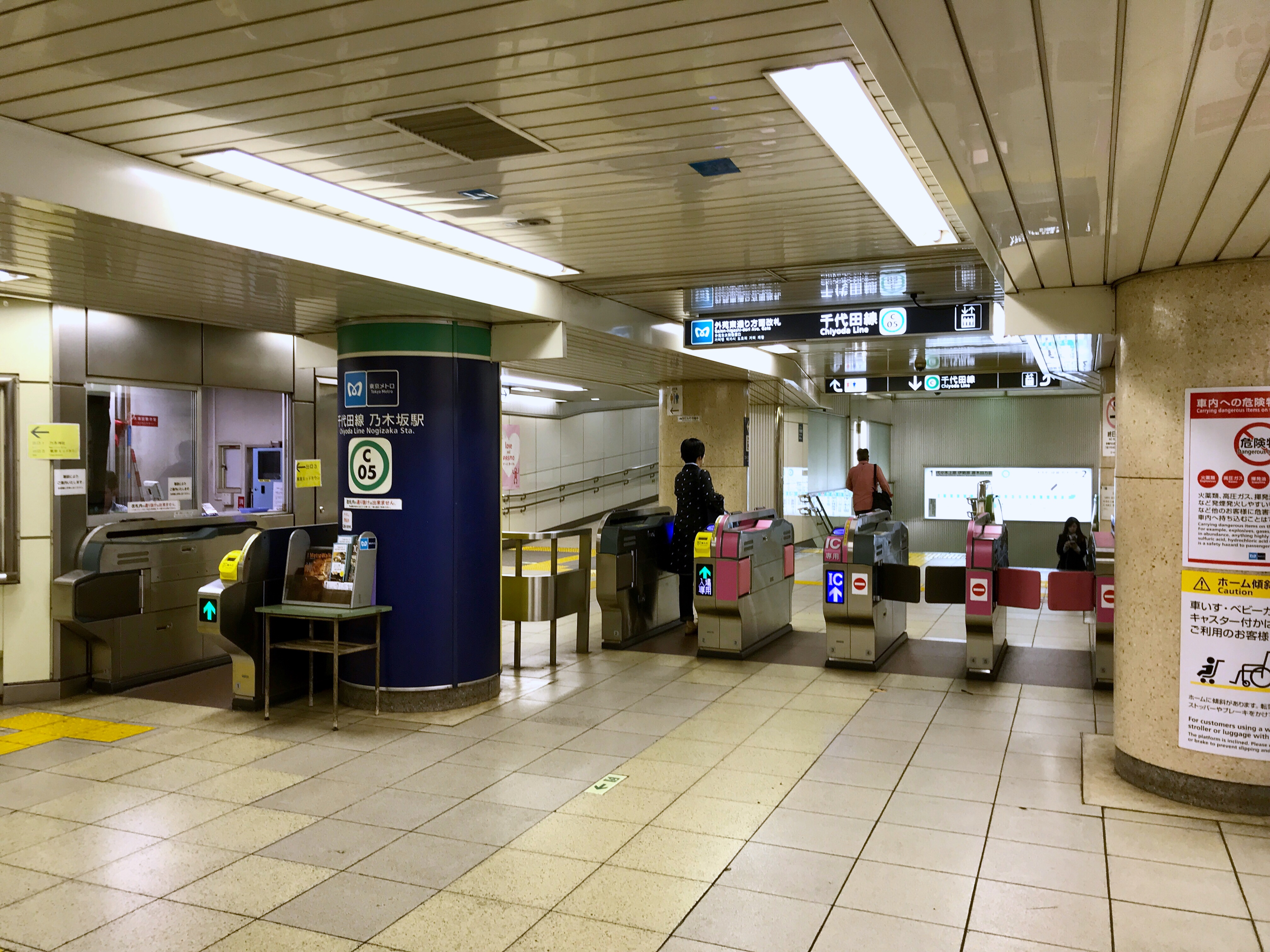
外苑東通方向閘口（2018年10月14日攝）
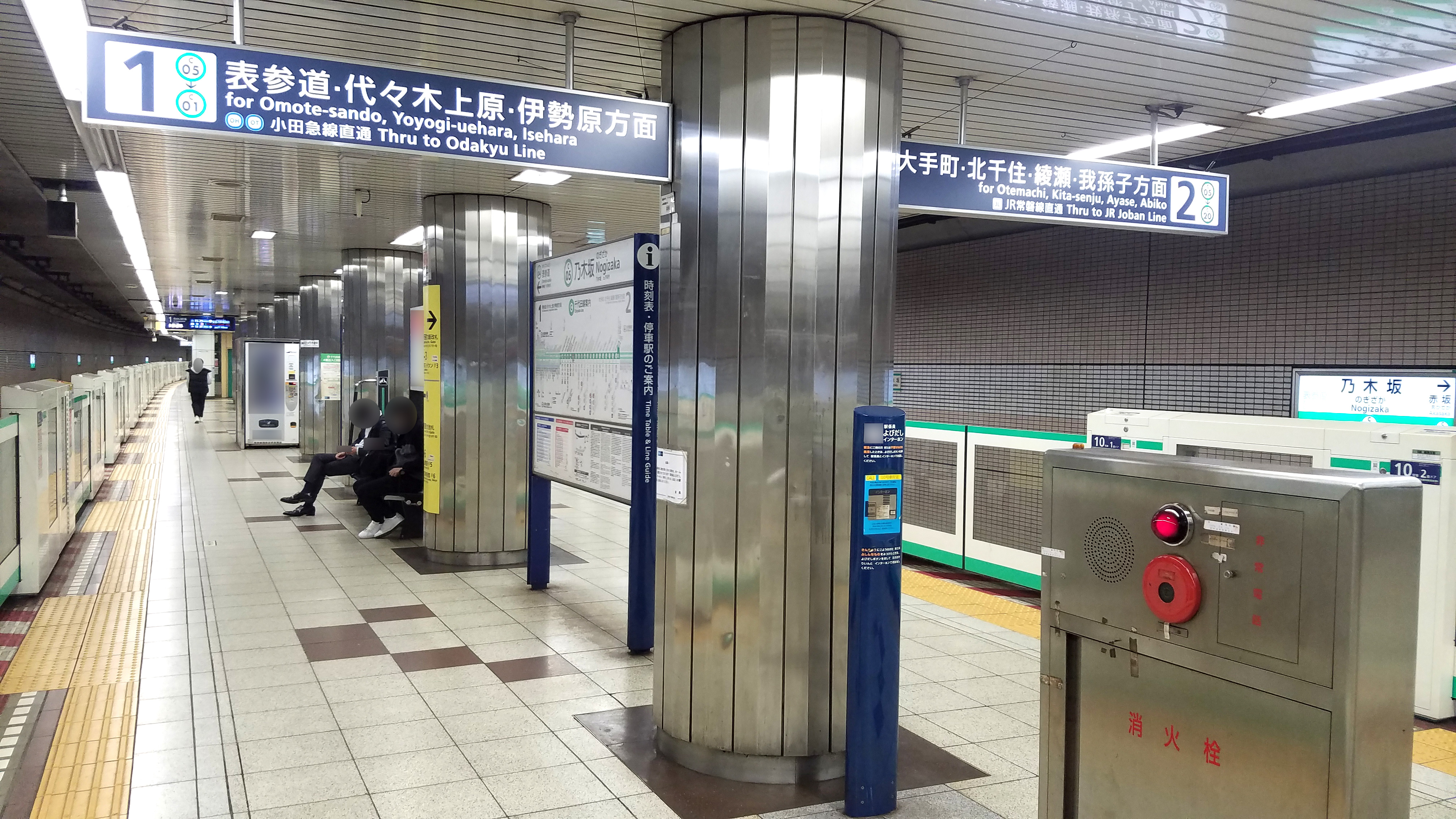
月台（2022年3月15日攝）

## 利用狀況
2023年度1日平均上下車人次為39,229人，在東京地下鐵全部130個車站當中名列第90位。
2000年大江戶線六本木站開業後使用人數逐漸衰退，但在2007年東京中城與国立新美術館開業後，逐漸恢復到1990年代前半的水準。
近年1日平均上下車人次、上車人次如下表。
| 年度               | 1日平均 上下車人次 | 1日平均 上車人次 | 來源     |
| ------------------ | ------------------ | ---------------- | -------- |
| 1992年（平成04年） | 38,545             | 19,282           | [ * 1 ]  |
| 1993年（平成05年） | 37,752             | 18,540           | [ * 2 ]  |
| 1994年（平成06年） | 36,864             | 18,227           | [ * 3 ]  |
| 1995年（平成07年） | 36,293             | 18,262           | [ * 4 ]  |
| 1996年（平成08年） | 36,009             | 17,956           | [ * 5 ]  |
| 1997年（平成09年） | 35,777             | 17,573           | [ * 6 ]  |
| 1998年（平成10年） | 35,530             | 17,479           | [ * 7 ]  |
| 1999年（平成11年） | 35,018             | 17,189           | [ * 8 ]  |
| 2000年（平成12年） | 31,213             | 14,975           | [ * 9 ]  |
| 2001年（平成13年） | 28,514             | 13,488           | [ * 10 ] |
| 2002年（平成14年） | 26,824             | 13,118           | [ * 11 ] |
| 2003年（平成15年） | 27,118             | 13,268           | [ * 12 ] |
| 2004年（平成16年） | 27,190             | 13,296           | [ * 13 ] |
| 2005年（平成17年） | 27,379             | 13,296           | [ * 14 ] |
| 2006年（平成18年） | 29,126             | 14,329           | [ * 15 ] |
| 2007年（平成19年） | 39,986             | 20,279           | [ * 16 ] |
| 2008年（平成20年） | 40,746             | 19,833           | [ * 17 ] |
| 2009年（平成21年） | 40,758             | 19,770           | [ * 18 ] |
| 2010年（平成22年） | 41,614             | 20,210           | [ * 19 ] |
| 2011年（平成23年） | 37,711             | 18,199           | [ * 20 ] |
| 2012年（平成24年） | 38,336             | 18,896           | [ * 21 ] |
| 2013年（平成25年） | 38,264             | 18,830           | [ * 22 ] |
| 2014年（平成26年） | 39,935             | 19,545           | [ * 23 ] |
| 2015年（平成27年） | 40,309             | 19,727           | [ * 24 ] |
| 2016年（平成28年） | 42,394             | 20,608           | [ * 25 ] |
| 2017年（平成29年） | 42,733             |                  |          |
| 2018年（平成30年） | 43,434             | 21,252           | [ * 26 ] |
| 2019年（令和元年） | 42,374             | 20,705           | [ * 27 ] |
| 2020年（令和02年） | 25,496             |                  |          |
| 2021年（令和03年） | 30,403             |                  |          |
| 2022年（令和04年） | 34,694             |                  |          |
| 2023年（令和05年） | 39,229             |                  |          |

## 周邊
- 乃木坂（站名由來）
- 乃木神社
- SME乃木坂大樓
  - Sony Music Studios Tokyo（日语：ソニー・ミュージックスタジオ）
  - 乃木坂46合同會社
- 東京中城
  - 中城大廈
  - 東京麗思卡爾頓酒店（日语：ザ・リッツ・カールトン東京）
  - 三得利美術館
- 國立新美術館
- 政策研究大學院大學
- 乃木公園
- 乃木會館
- 青山靈園
- 青山葬儀所（日语：青山葬儀所）
- 都立青山公園
- 赤坂新聞中心（美軍基地）
- 健康保險組合聯合會（日语：健康保険組合連合会）本部
- 日本眾議院青山議員宿舍（日语：議員宿舎）
- 乃木坂站前郵便局
- 外苑東通
- 赤坂通（東京都道413號赤坂杉並線）
- 日鐵住金物產（日语：日鉄住金物産）東京本社
- 山王醫院
- 亞洲會館飯店
- 檜町公園（日语：檜町公園）
- 六本木站（東京地下鐵日比谷線、都營地下鐵大江戶線）
- 六本木之丘
- Mercedes-Benz Connection（日语：メルセデス・ベンツ コネクション）

## 發車音樂
- 東京地下鐵在2015年6月至9月進行發車音樂募集，共募集到約6,400件，第1位就是本站採用的《你就是希望》[5]。音源為生田繪梨花鋼琴演奏的音源[5][6]。2016年3月26日起，本站啟用發車音樂《你就是希望》。1號線（代代木上原方向）是主歌，2號線（綾瀨方向）是副歌。本站是千代田線內首座使用發車音樂的車站。
- 隨著發車音樂的導入，自動廣播也率先更新為最新型，現在除代代木上原站以外的千代田線各站與日比谷線各站都已導入最新型廣播。

## 與乃木坂46的關係
- 2015年1月7日發售的乃木坂46首張專輯《透明色》封面是在站內拍攝[7][8]。從專輯發售日的1月7日起，本站大廳貼上大型展示看板，除了部分看板，看板上有東京地下鐵與乃木坂46標誌以及該年1月時所有39名在籍成員簽名[9]。最初計畫在2015年1月31日結束活動，最後延長一日至同年2月1日。
- 2015年3月16日起，乃木坂46第11張單曲《生命如此美好》（同年3月18日發售）海報在東京地下鐵展示，並收錄於同年3月15日撥放的《乃木坂在哪裡？》（愛知電視台制作）[10]。本站展示第11張單曲38名成員的簽名海報。
- 在2016年3月26日啟用發車音樂至同年4月10日為止，站內設置第14張單曲《當春紫苑盛開時》』特大看板[11]。與第1次一樣，看板有東京地下鐵與乃木坂46雙方標誌以及單曲全36名成員簽名。
- 2021年12月15日發行的首張精選輯《Time flies》封面照片正是在本站拍攝的[12]。此外，配合專輯發行所舉辦的「站名末尾帶『坂』字的車站」成員實地張貼海報宣傳活動中，本站被選為首發車站，秋元真夏、北野日奈子、梅澤美波、賀喜遙香四人作為在籍成員代表親自來到本站，並在海報上留下了親筆簽名[13][14]。

## 相鄰車站
東京地下鐵
 千代田線
表參道（C 04）－乃木坂（C 05）－赤坂（C 06）

### 來源
東京地下鐵一日平均使用人數
1. 1 2  . 東京地下鉄.   [2024-06-24] （日语）.
2. ↑  . 東京地下鉄.   [2023-06-27] （日语）.
3. ↑  . 東京地下鉄.   [2023-06-27] （日语）.
4. ↑  . 東京地下鉄.   [2024-06-24] （日语）.

東京都統計年鑑
1. ↑  .   [2017-04-22]. （原始内容存档于2013-08-15）.
2. ↑  .   [2017-04-22]. （原始内容存档于2013-02-03）.
3. ↑  .   [2017-04-22]. （原始内容存档于2013-02-03）.
4. ↑  .   [2017-04-22]. （原始内容存档于2013-02-03）.
5. ↑  .   [2017-04-22]. （原始内容存档于2013-02-03）.
6. ↑  .   [2017-04-22]. （原始内容存档于2016-03-04）.
7. ↑  東京都統計年鑑（平成10年）PDF
8. ↑  東京都統計年鑑（平成11年）PDF
9. ↑  .   [2017-04-22]. （原始内容存档于2016-03-04）.
10. ↑  .   [2017-04-22]. （原始内容存档于2016-03-04）.
11. ↑  .   [2017-04-22]. （原始内容存档于2017-07-29）.
12. ↑  .   [2017-04-22]. （原始内容存档于2017-07-29）.
13. ↑  .   [2017-04-22]. （原始内容存档于2017-07-29）.
14. ↑  .   [2017-04-22]. （原始内容存档于2017-07-29）.
15. ↑  .   [2017-04-22]. （原始内容存档于2017-07-29）.
16. ↑  .   [2017-04-22]. （原始内容存档于2017-07-29）.
17. ↑  .   [2017-04-22]. （原始内容存档于2017-07-29）.
18. ↑  .   [2017-04-22]. （原始内容存档于2016-03-26）.
19. ↑  .   [2017-04-22]. （原始内容存档于2016-03-27）.
20. ↑  .   [2017-04-22]. （原始内容存档于2016-03-25）.
21. ↑  .   [2017-04-22]. （原始内容存档于2016-03-27）.
22. ↑  .   [2017-04-22]. （原始内容存档于2016-03-22）.
23. ↑  .   [2017-04-22]. （原始内容存档于2017-07-30）.
24. ↑  .   [2019-01-08]. （原始内容存档于2018-11-09）.
25. ↑  .   [2019-01-08]. （原始内容存档于2019-05-02）.
26. ↑  東京都統計年鑑（平成30年）
27. ↑  東京都統計年鑑（平成31年・令和元年）

## 外部連結
- 東京地下鐵 – 乃木坂站 （页面存档备份，存于）（繁體中文）